# Alloniscus pigmentatus
Alloniscus pigmentatus är en kräftdjursart som beskrevs av Gustav Budde-Lund. Alloniscus pigmentatus ingår i släktet Alloniscus och familjen Alloniscidae. Inga underarter finns listade i Catalogue of Life.